# U.S. Route 89A (Arizona)
La U.S. Route 89A o Ruta Federal 89A (abreviada US 89A) es una autopista federal ubicada en el estado de Arizona. La autopista inicia en el sur desde la US 89     en Bitter Springs hacia el norte en la US 89     en Kanab. La autopista tiene una longitud de 147,6 km (91.74 mi).

## Mantenimiento
Al igual que las carreteras estatales, las carreteras interestatales, y el resto de rutas federales, la U.S. Route 89A es administrada y mantenida por el Departamento de Transporte de Arizona por sus siglas en inglés ADOT.

## Cruces
La U.S. Route 89A es atravesada principalmente por la  SR 67     en Jacob Lake
 SR 389     en Fredonia.